# Veo7
Veo7 est une chaîne de télévision espagnole généraliste privée. Elle fait partie du groupe Veo Televisión, appartenant à Unidad Editorial.

## Histoire
Le 30 novembre 2005, lors du lancement de la télévision numérique en Espagne, la chaîne Veo est créée.
Depuis janvier 2009, la chaîne s'appelle Veo 7.
La chaîne a arrêté ses émissions à partir du 1er juillet 2011. Le canal a été repris par Ehs.TV, une chaîne de télé-achat.
La chaîne est revenue le 12 septembre 2011 sous le nom de Veo TV.
Le 12 janvier 2012, la chaîne disparaît définitivement, remplacée par Discovery Max.
Le 15 juin 2025, Unidad Editorial annonce le retour de la chaîne sous le nom de Veo 7, remplaçant Gol Play sur la télévision numérique espagnole le 18 juin 2025.

### Identité visuelle (logo)

Logo de Veo7 de 2009 à 2010
Logo de Veo7 d'août 2010 à juin 2011
Logo de Veo TV du 12 septembre 2011 au 12 janvier 2012
Logo de Veo7 depuis le 18 juin 2025